# Gondershausen

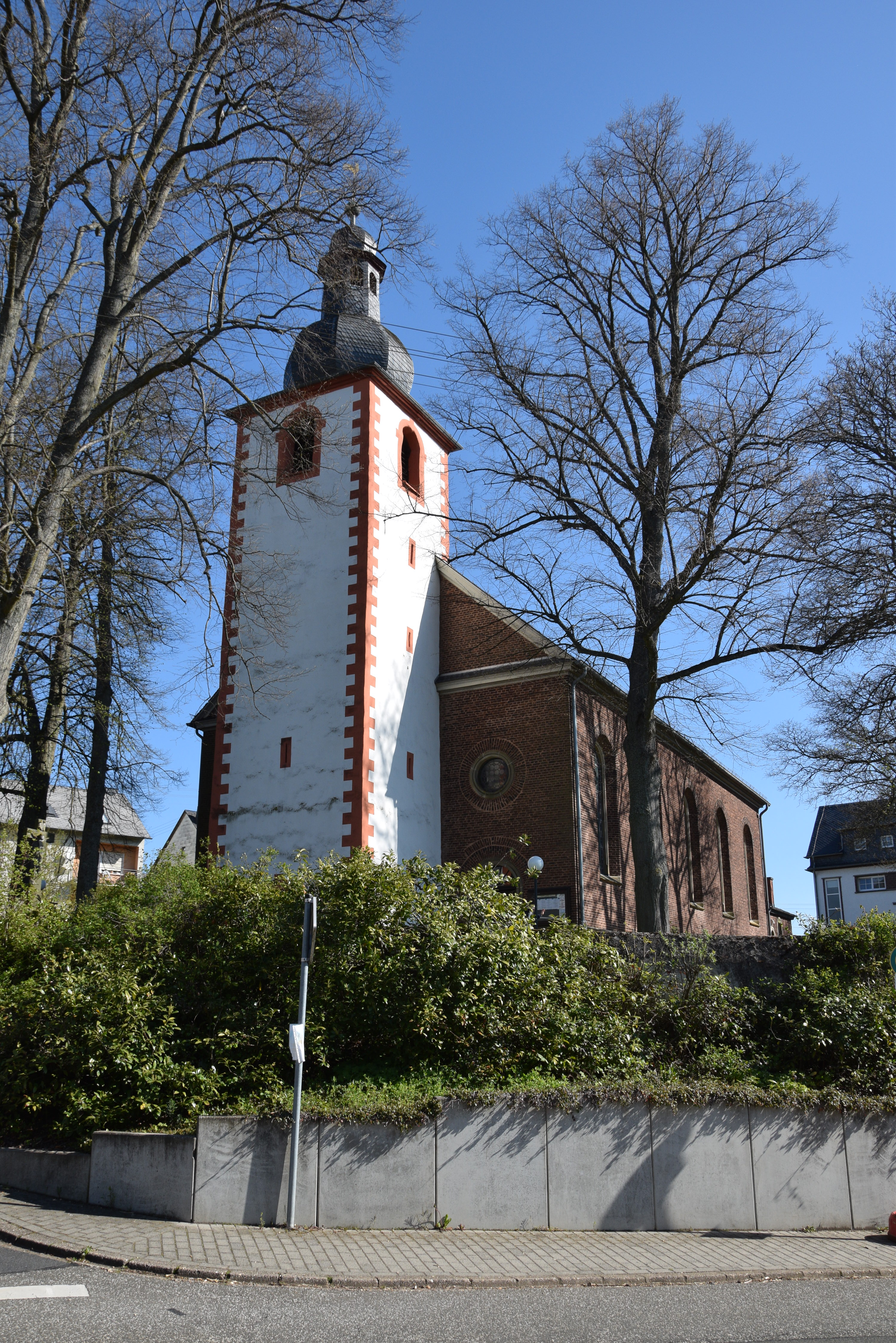

Gondershausen est une municipalité du Verbandsgemeinde Emmelshausen, dans l'arrondissement de Rhin-Hunsrück, en Rhénanie-Palatinat, dans l'ouest de l'Allemagne.

## Sources
- (en) Cet article est partiellement ou en totalité issu de l’article de Wikipédia en anglais intitulé « Gondershausen » (voir la liste des auteurs).